# Шпат

Шпат, шпа́ты (от нем. spath — брусок) — название для нескольких разнородных групп широко распространённых, в том числе, породообразующих минералов из класса силикатов, алюмосиликатов, карбонатов и смешанных гранитов.
Кроме того, некоторые более редкие минералы исторически получали у геологов и горняков название «шпатов» исключительно по аналогии с известными минералами, с прибавлением уточняющего прилагательного, определяющего главный признак или запоминающуюся особенность камня.

## Силикаты
- Авантюриновый шпат — микроклин с яркими внутренними «блёстками» (включениями гематита или гётита).[1]:12
- Альмандиновый шпат — один из тривиальных синонимов красноватых минералов группы эвдиалита, полупрозрачного в тонких сколах минерала, отдалённо напоминающего альмандины.:ibid.20
- Бритиновый шпат — одно из тривиальных названий эдингтонита,:ibid.66 смешанного силиката бария и алюминия с расчётной формулой BaAl2Si3O10·4H2O.
- Дощатый шпат — одно из названий волластонита,:ibid.131 минерала из класса силикатов, природного силиката кальция.
- Полевые шпаты (от нем. Feldspat) — группа широко распространённых, иногда породообразующих минералов из класса силикатов.[2]

- Калиевые полевые шпаты — обобщающее научное название ортоклаза, породообразующего минерала из класса полевых шпатов, а также его аналогов: адуляра, микроклина и санидина, триморфных с ортоклазом.:149
- Натриевые полевые шпаты — обобщающее научное название альбита, одного из наиболее распространённых породообразующих минералов класса полевых шпатов (плагиоклазов), а также его гомологических аналогов.

- Рубиновый шпат или орлец — одно из названий родонита, минерала, содержащего силикат марганца.

## Карбонаты
- Арагонский шпат или короче арагоншпат — одно из территориальных имён арагонита, кристаллического карбоната кальция.[1]:32
- Аспидный шпат — один из обиходных синонимов кальцита.:ibid.39
- Блейшпат — перенесённое из немецкой минералогии название церуссита, ценной руды, по составу — карбоната свинца.:ibid.60
- Бурый шпат — одно из тривиальных названий сидерита, а также разновидностей доломита, содержащих железо и марганец.:ibid.70
- Висмутовый шпат — одно из названий висмутита,[3] вторичного минерала висмута из класса карбонатов.
- Горький шпат — одно из исторических названий доломита или магнезита,[1]:111 распространённого минерала, карбоната магния.
- Железный шпат или шпатовый железняк — одно из названий сидерита,:ibid.134 минерала, содержащего карбонат железа.
- Известковый шпат (или кальцит):ibid.140 — одно из традиционных тривиальных названий распространённого минерала из группы карбонатов.[4]
- Исландский шпат — старое название прозрачной разновидностей кальцита или известкового шпата, обладающая особыми оптическими свойствами.
- Кобальтовый шпат — одно из старых названий сферокобальтита, минерала из класса карбонатов, природного карбоната кобальта.
- Малиновый шпат или марганцевый шпат — одно из названий родохрозита, рудообразующего минерала, содержащего карбонат марганца.
- Перламутровый шпат — одно из немецких названий доломита.
- Цинковый шпат — одно из названий смитсонита, распространённого минерала цинка из класса карбонатов.

## Другие минералы
- Азурный шпат или лазурный шпат — три разновидности ярко-синих камней: лазурит, азурит,:ibid.14 а также лазулит.
- Алауншпат (или алуншпат) — один из синонимов алунита.:ibid.16
- Алмазный шпат — название одной из непрозрачных разновидностей корунда, обладающей алмазным блеском.:ibid.19
- Антимоншпат — одно из старых названий валентинита, вторичного минерала сурьмы.:ibid.30
- Атласный шпат — название одной из разновидностей кальцита или известкового шпата, обладающей шёлковым блеском, а также гипса и его «атласной» разновидности — селенита.[5]:458
- Болонский шпат — один из старых торговых синонимов барита.:ibid.62
- Борный шпат — одно из распространённых старых называний колеманита, ценного минерала из класса боратов.:ibid.63
- Бромшпат — употребительное обиходное называние бромаргирита, минерала серебра с идеальной формулой AgBr.:ibid.67
- Вонючий шпат или вонючий флюорит — одно из названий антозонита, радиоактивной разновидности флюорита.
- Еврейский шпат — одно из обиходных названий декоративного камня из группы смешанных гранитов-пегматитов.[6]:15
- Плавиковый шпат — одно из названий флюорита, основного минерала элемента фтора.
- Сатиновый шпат — английское название атласного шпата, чаще всего применимо к селениту.
- Тяжёлый шпат или болонский шпат — одно из названий барита, одного из главных минералов элемента бария.

## Галерея шпатов

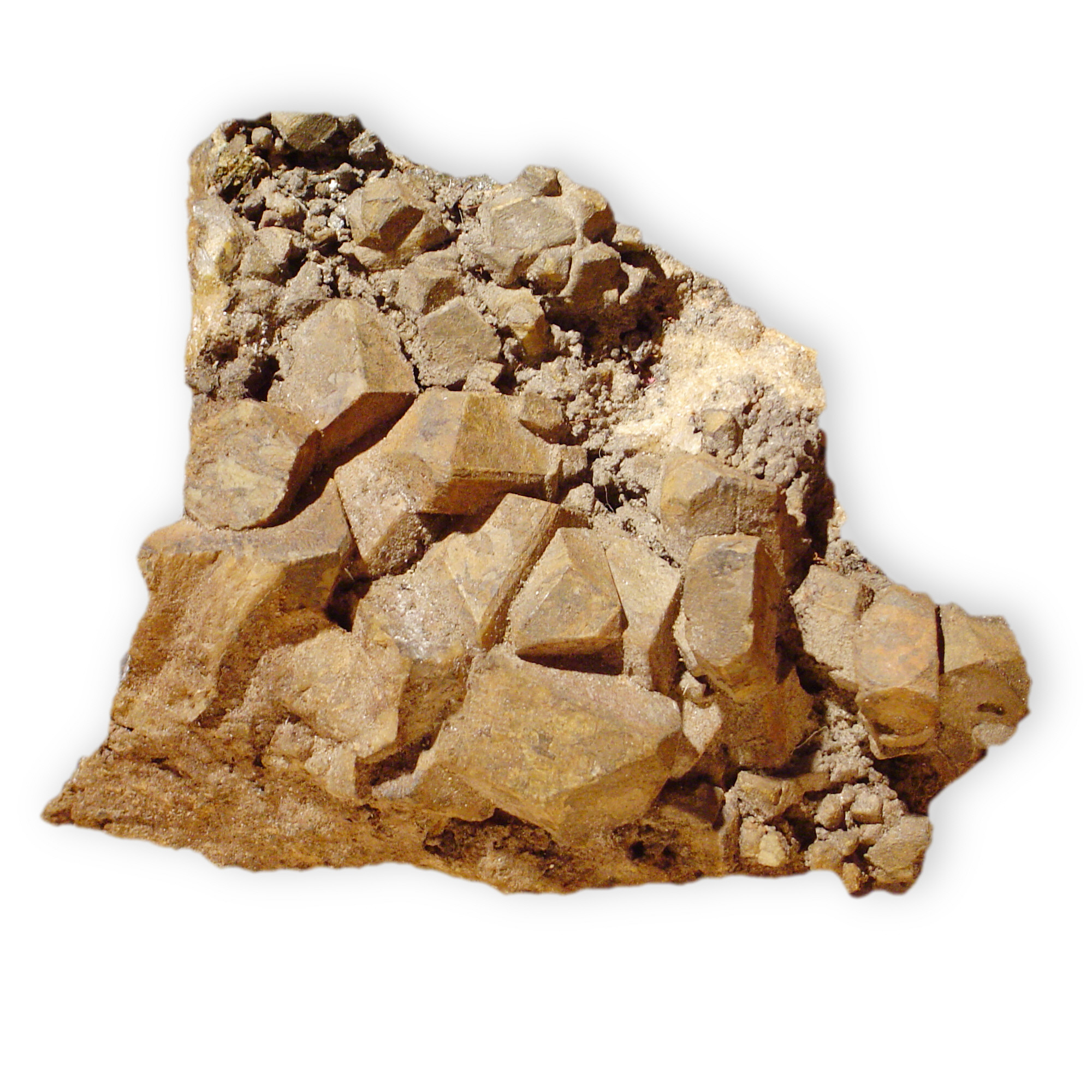
Полевые шпаты
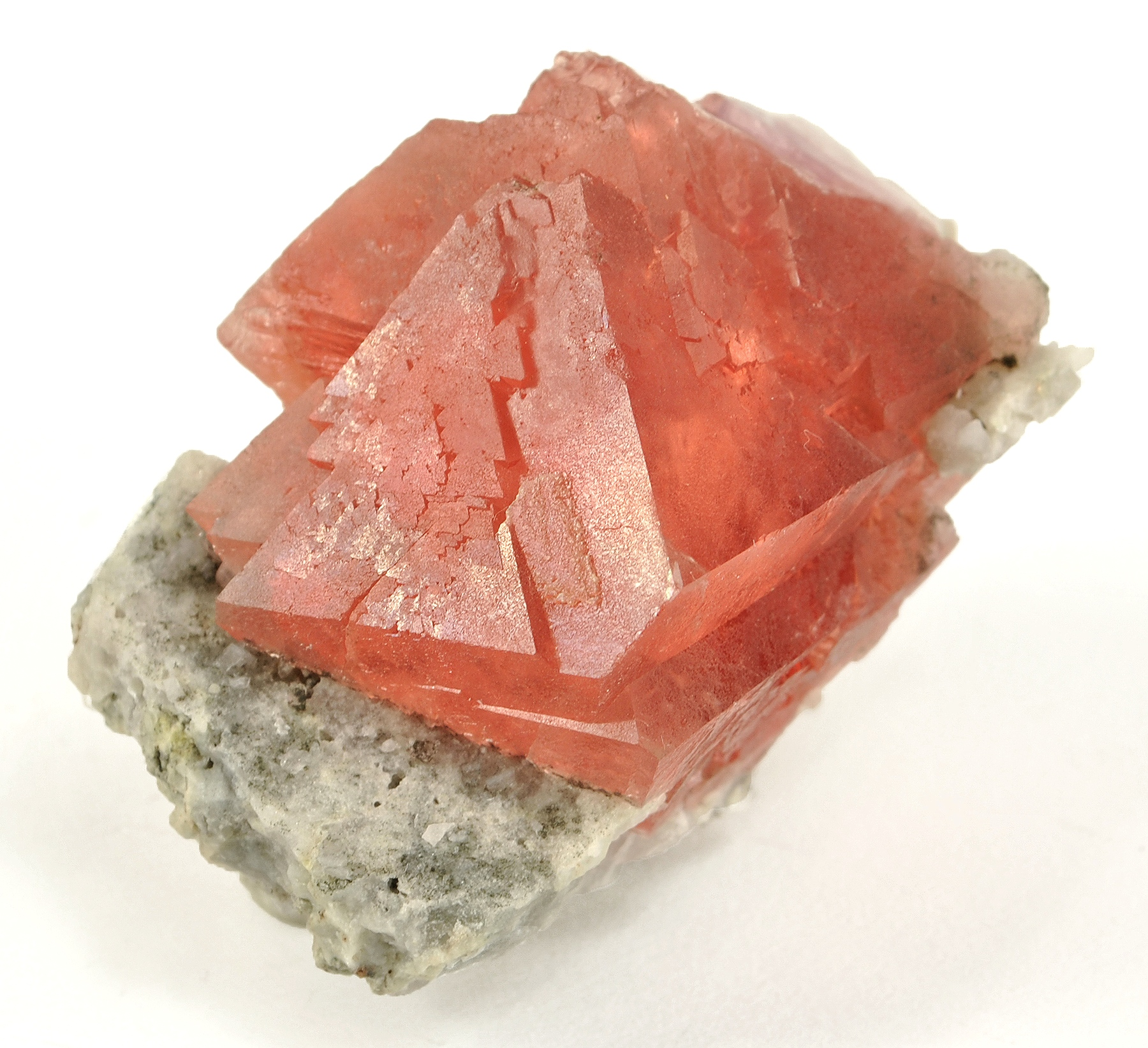
Калиевые шпаты
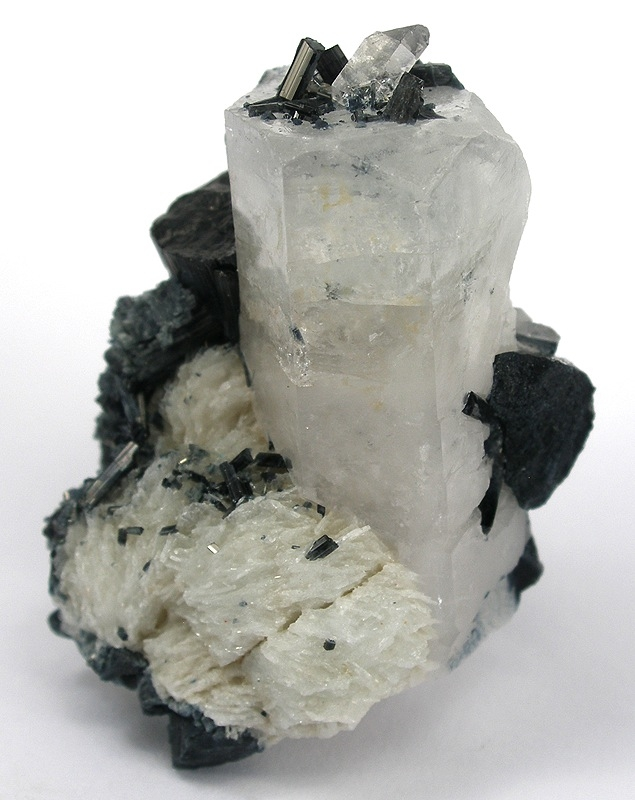
Натриевые шпаты
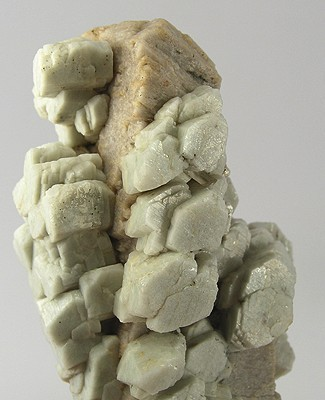
Микроклин
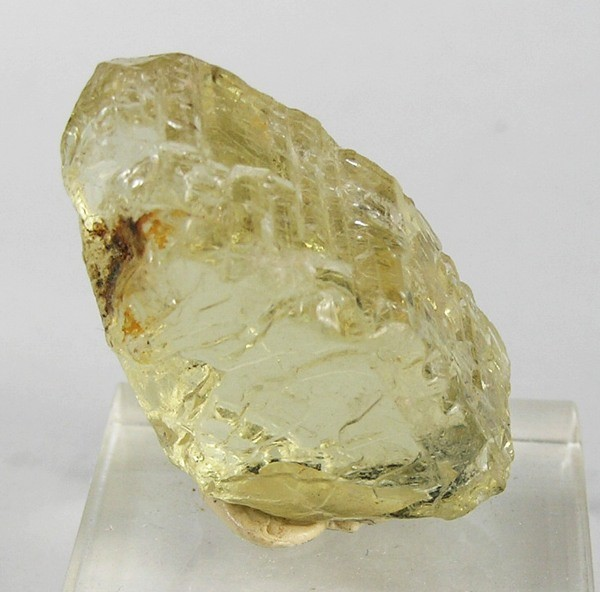
Санидин
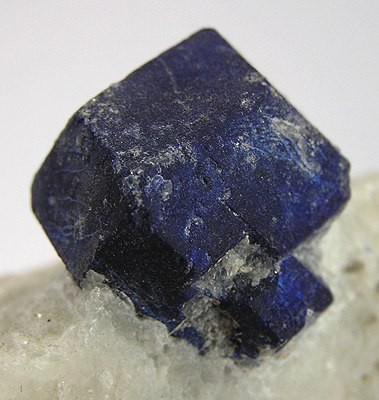
Азурный шпат
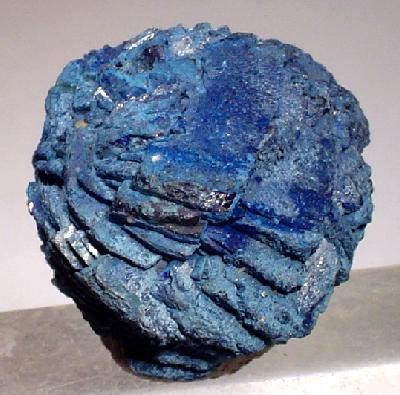
Азурный шпат
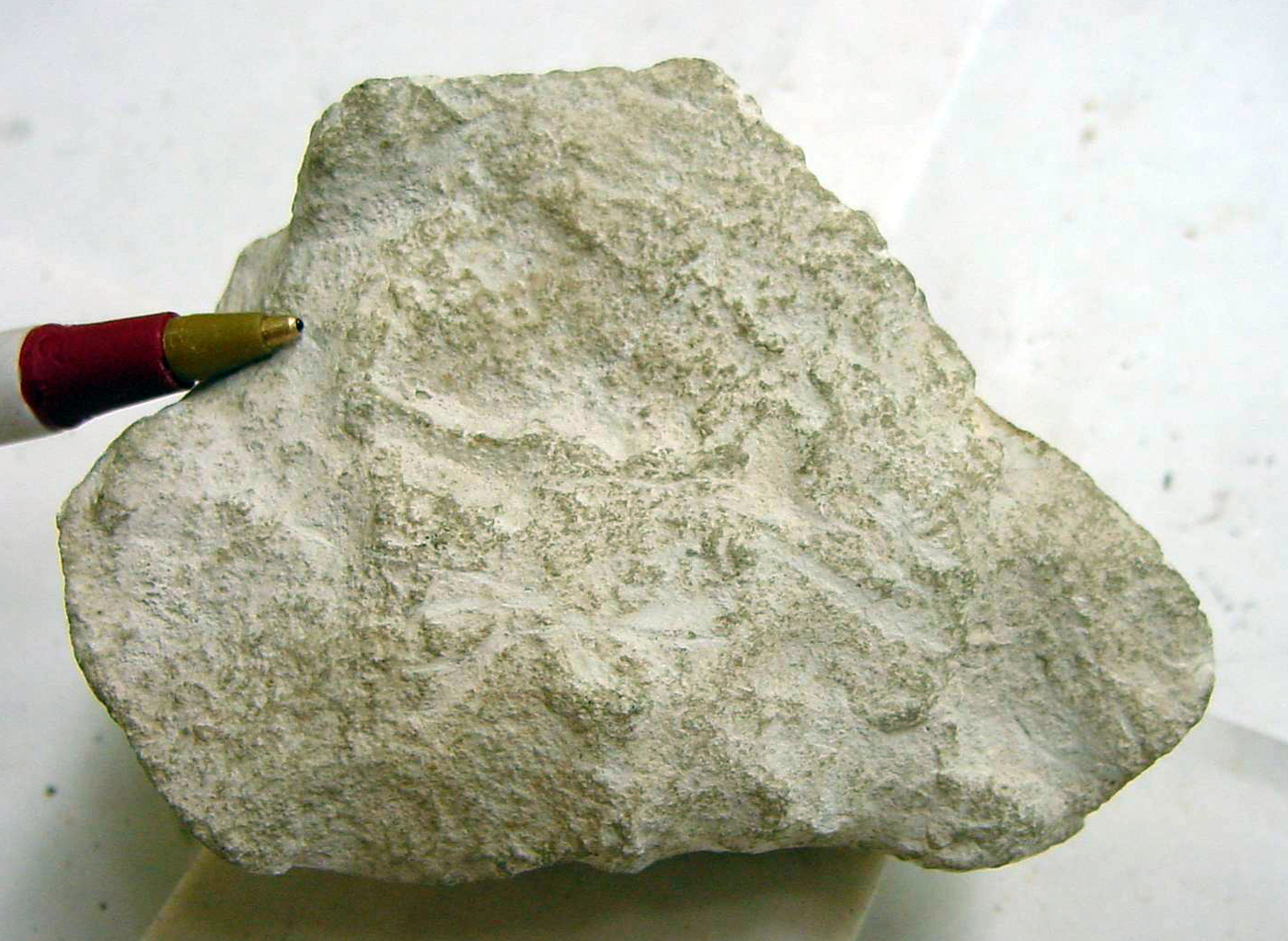
Алауншпат
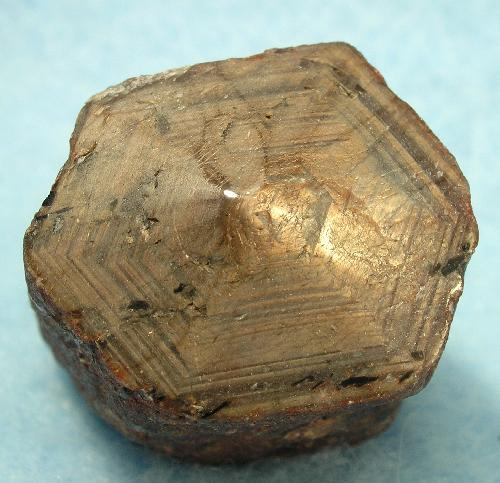
Алмазный шпат
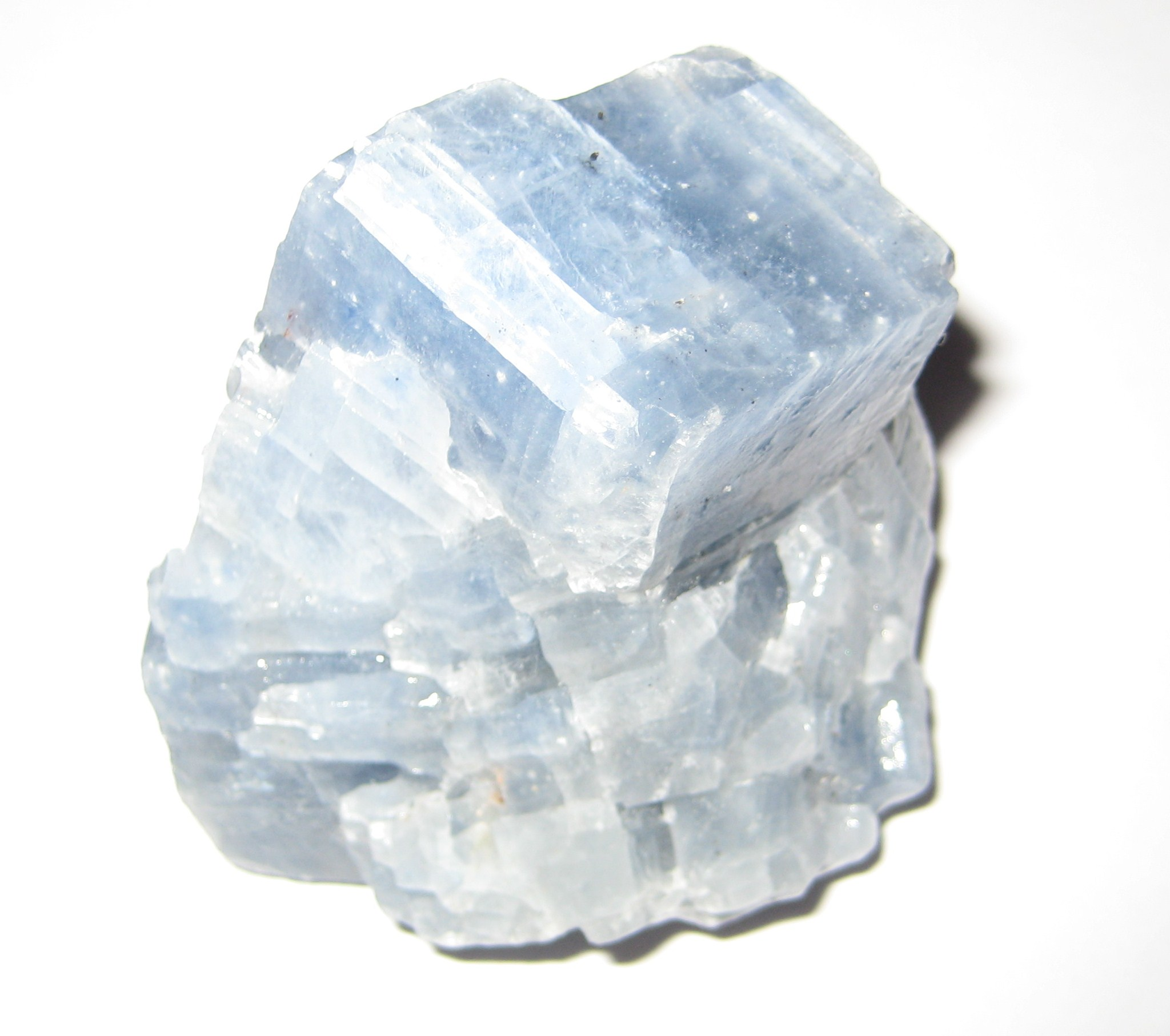
Аспидный шпат
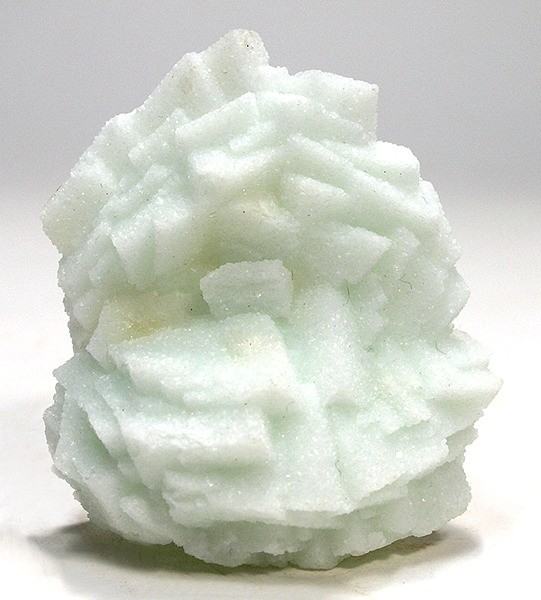
Атласный шпат
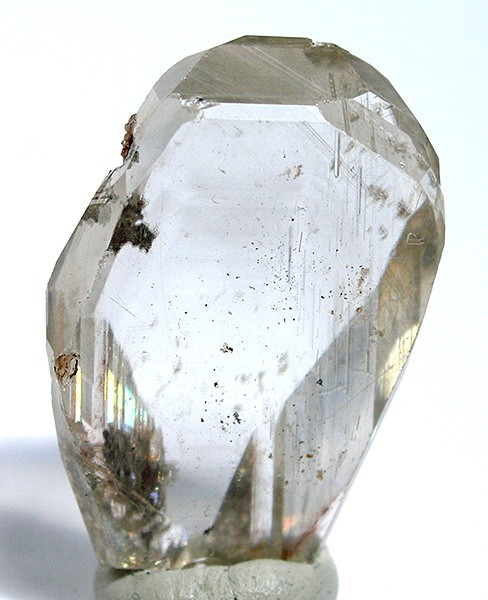
Блейшпат
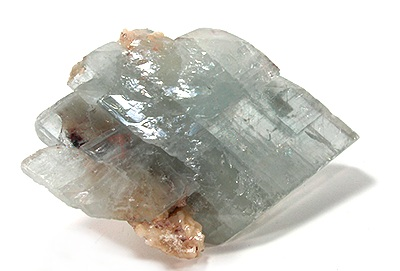
Болонский шпат
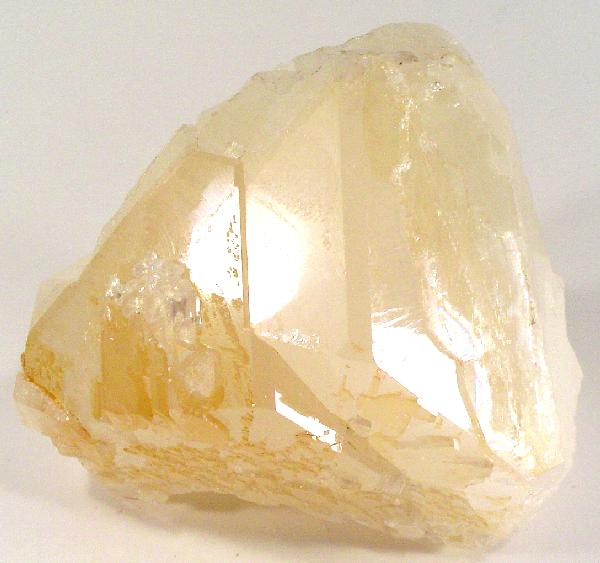
Борный шпат
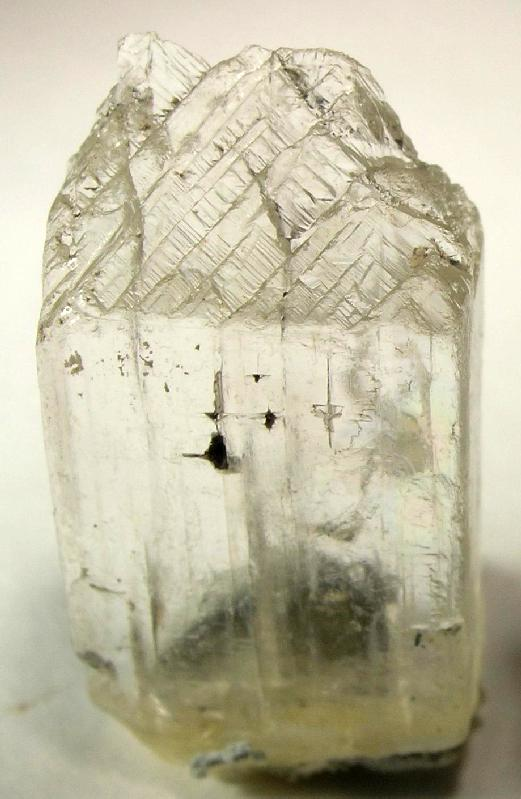
Бритиновый шпат
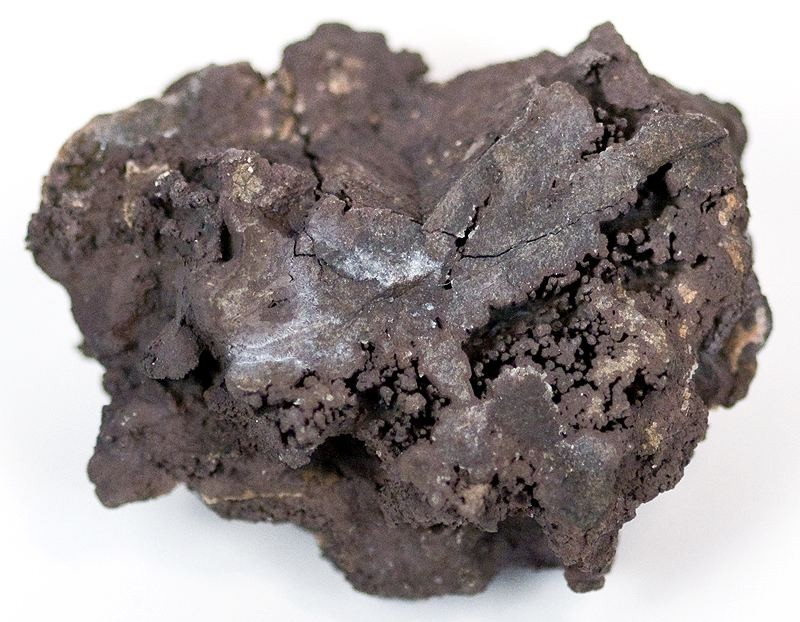
Бромшпат
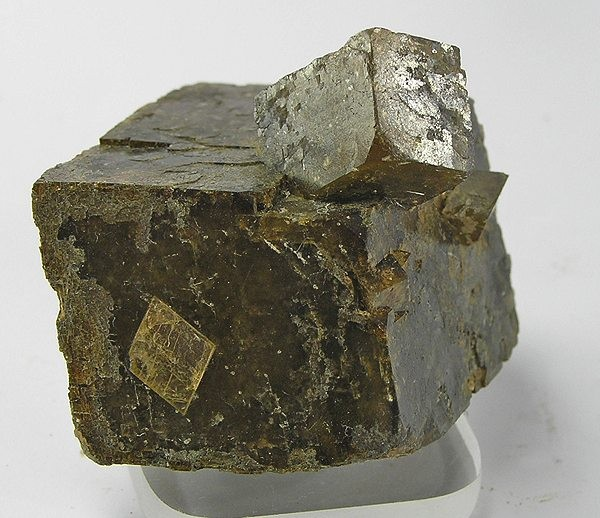
Бурый шпат
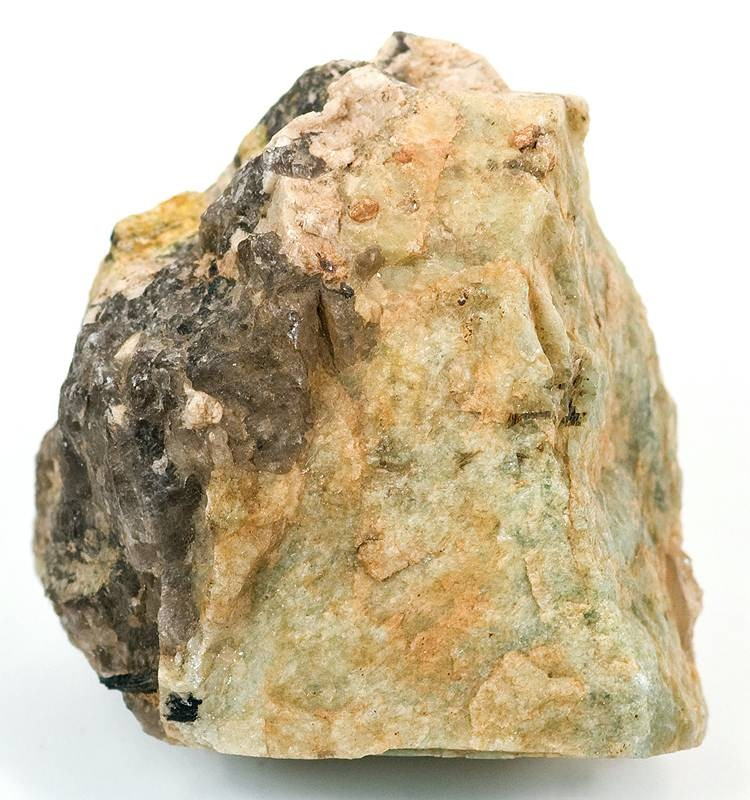
Висмутовый шпат
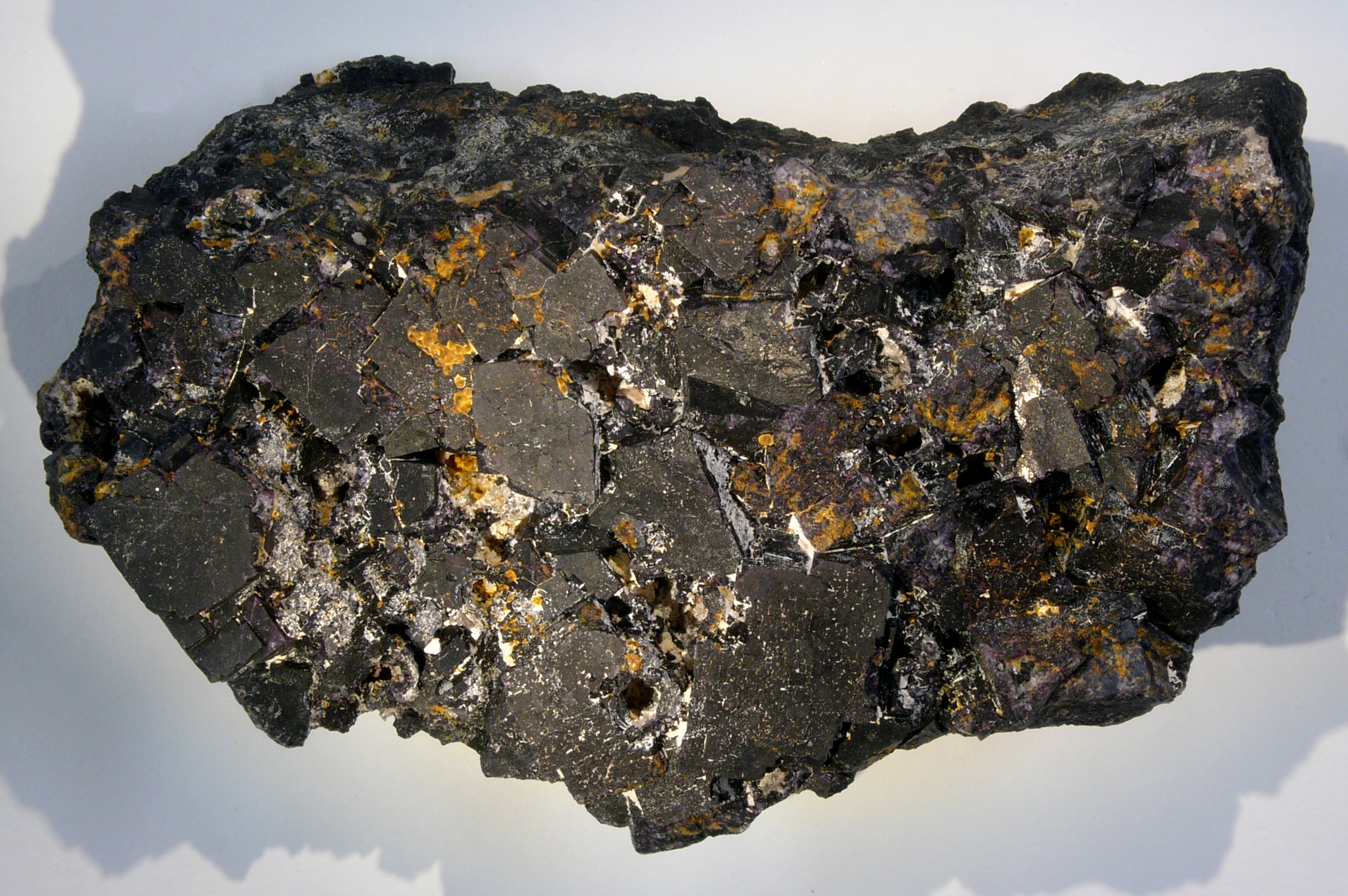
Вонючий шпат
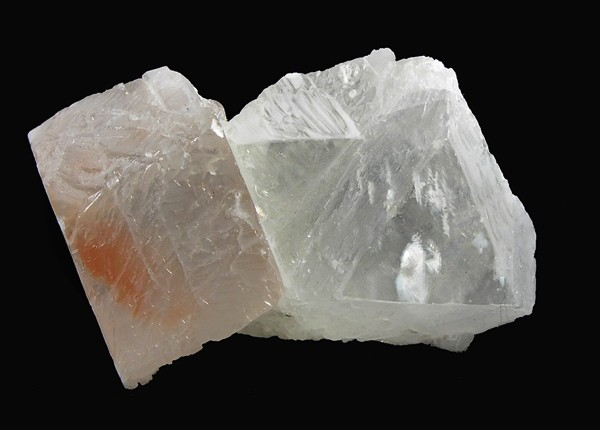
Горький шпат
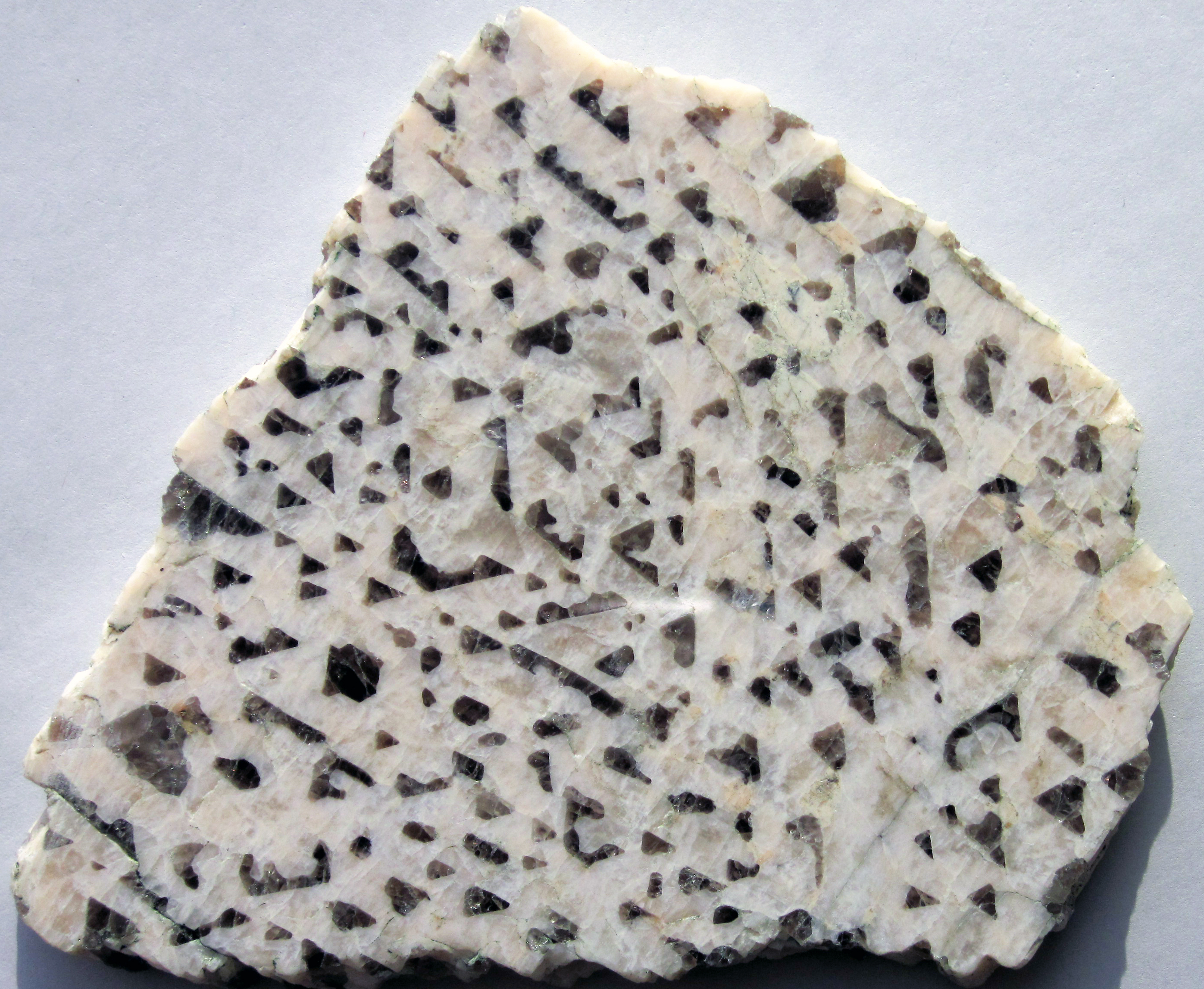
Еврейский шпат
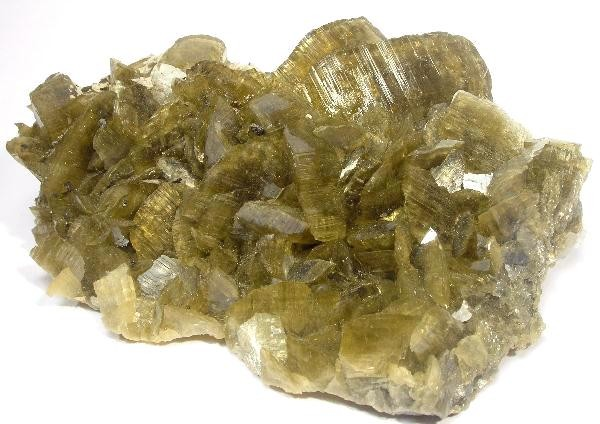
Железный шпат
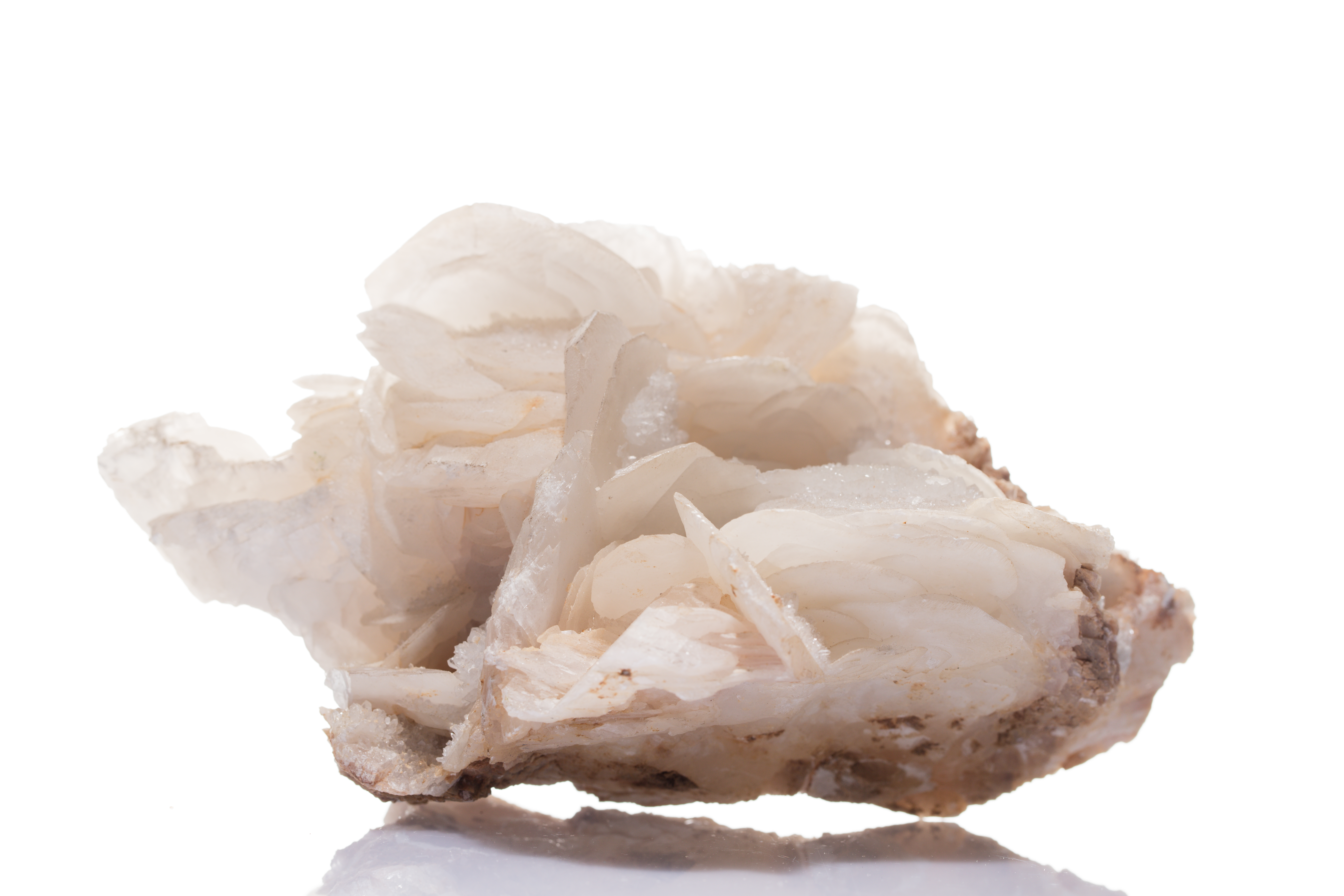
Известковый шпат
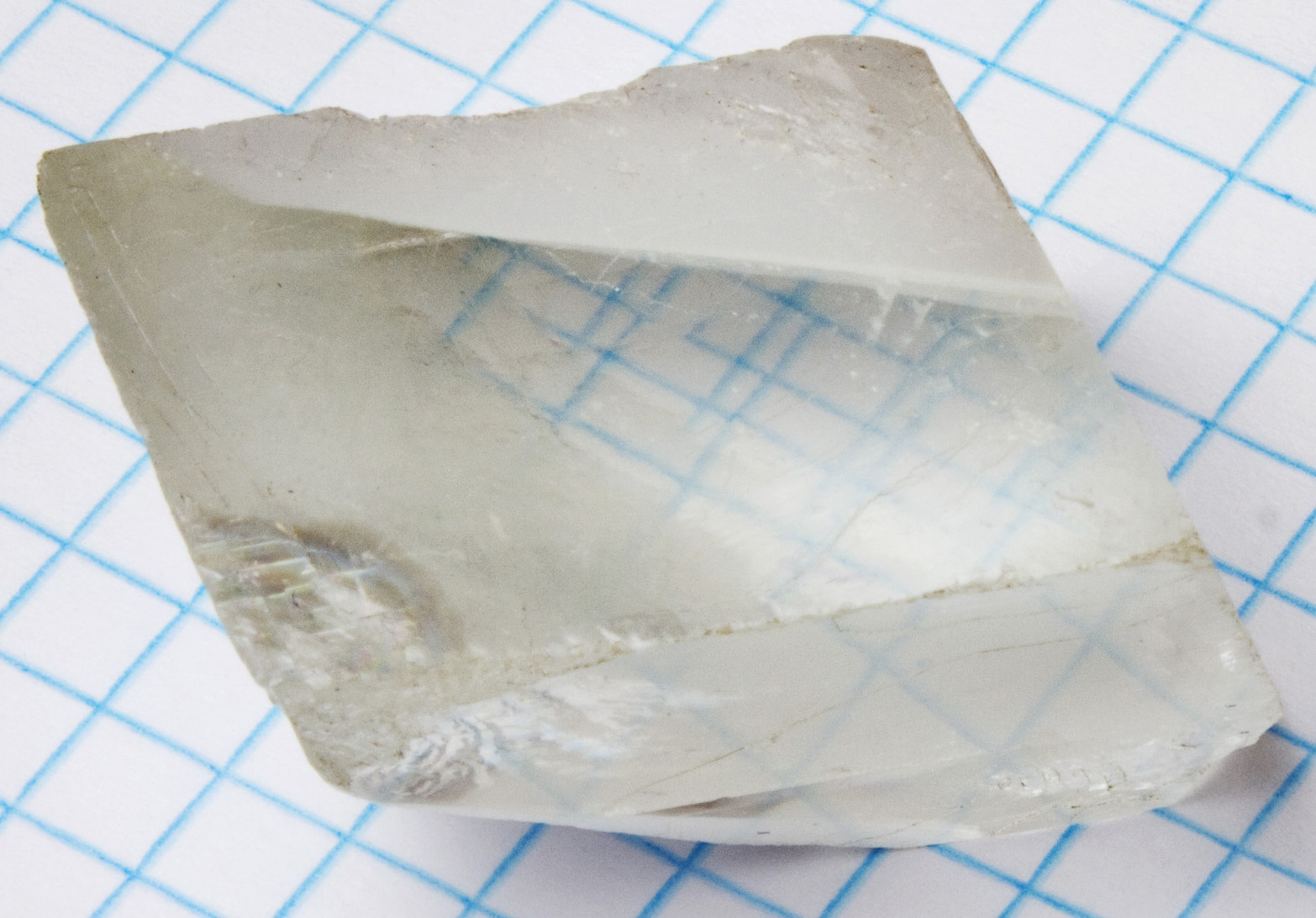
Исландский шпат
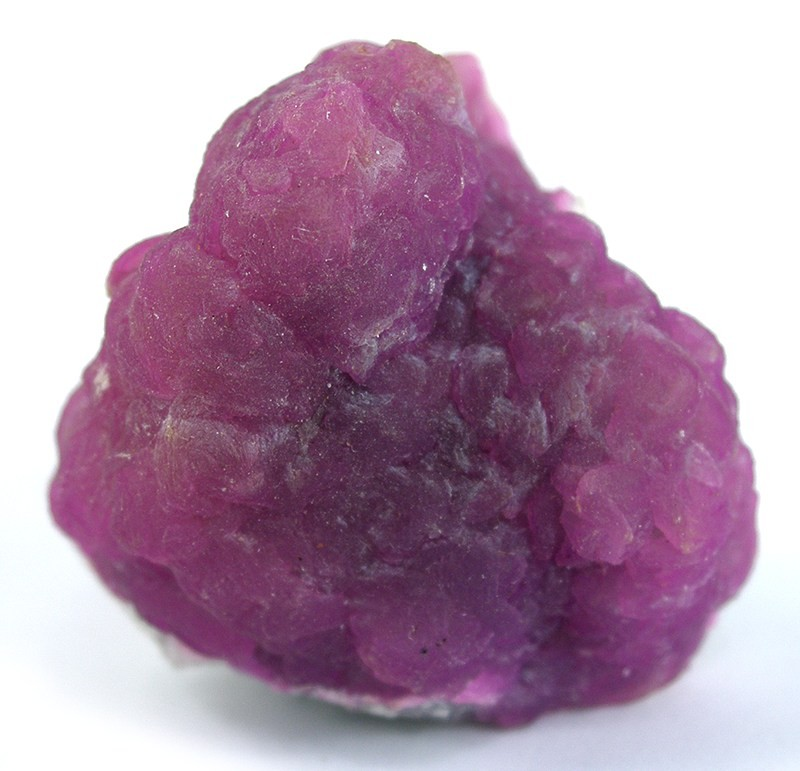
Кобальтовый шпат
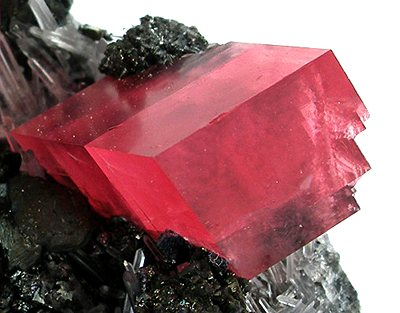
Малиновый шпат
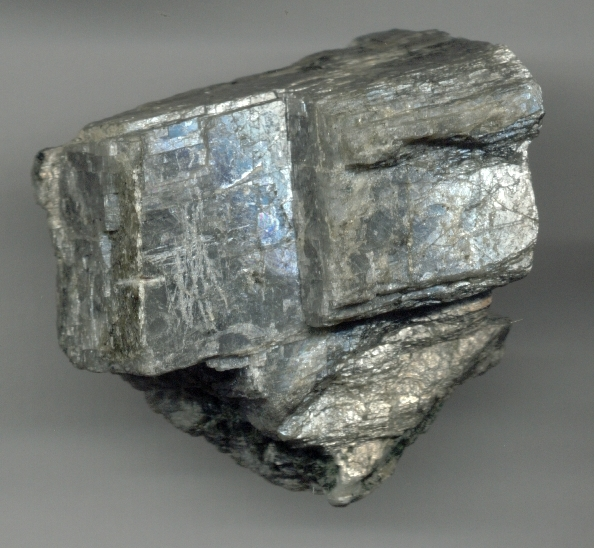
Перламутровый шпат
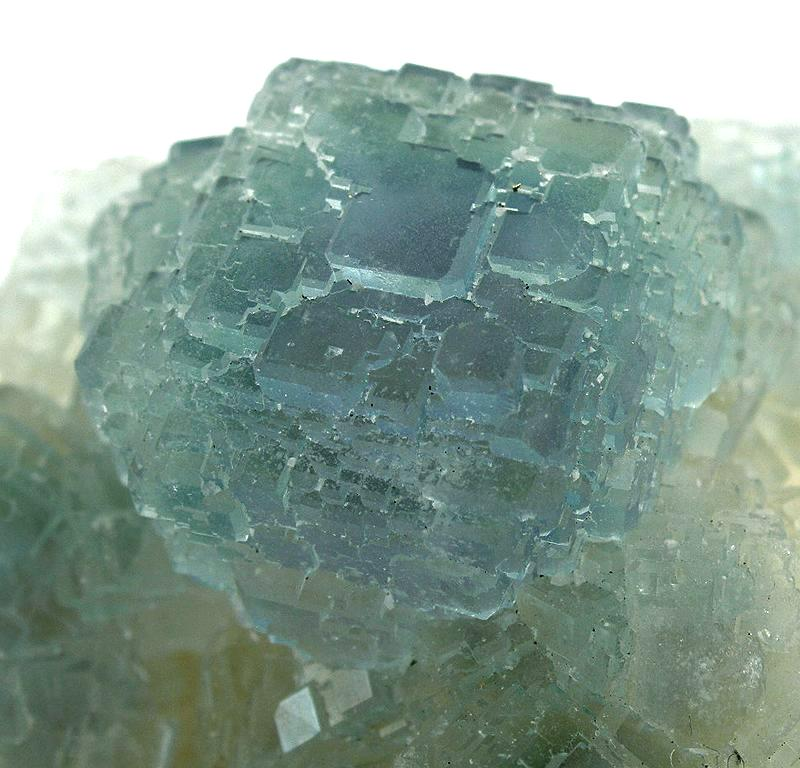
Плавиковый шпат
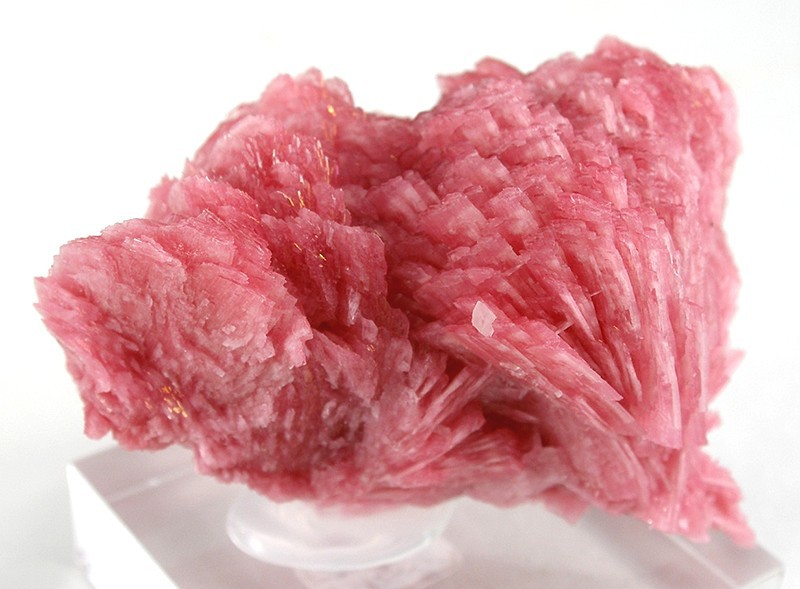
Рубиновый шпат
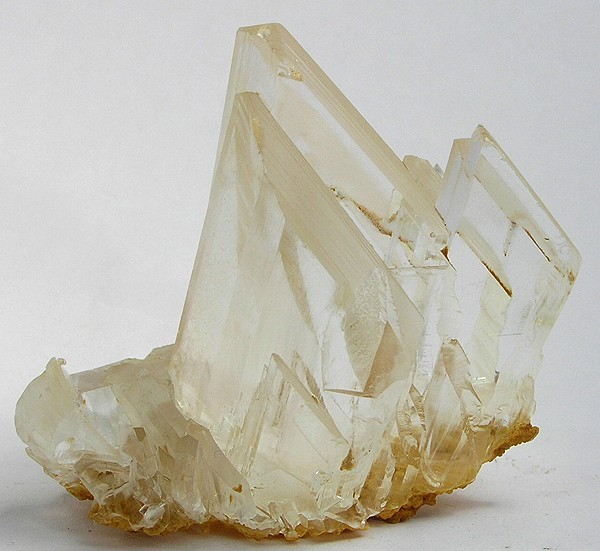
Сатиновый шпат
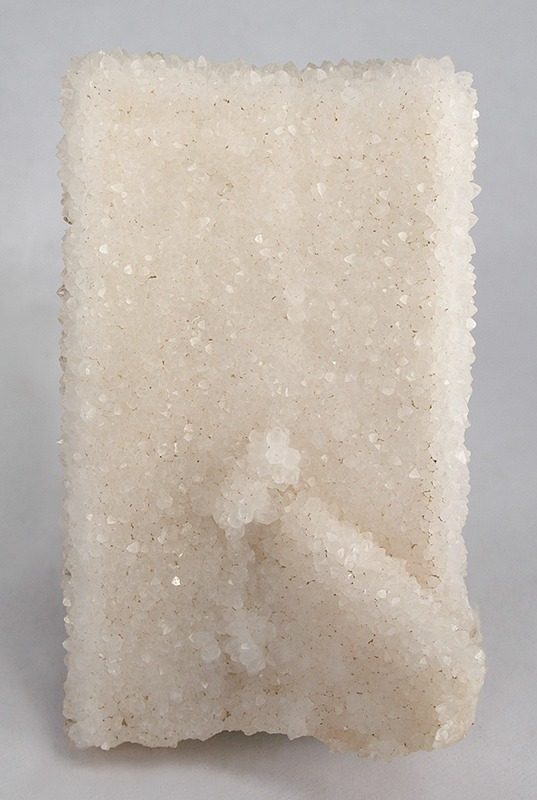
Тяжёлый шпат
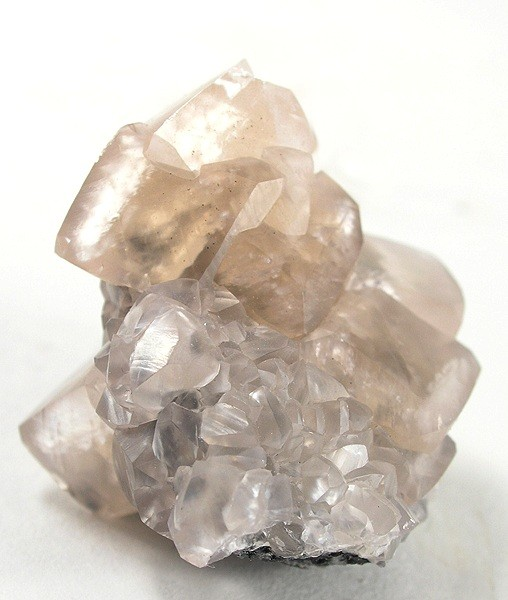
Цинковый шпат